# Catolaccus endonis
Catolaccus endonis är en stekelart som beskrevs av Ishii 1940. Catolaccus endonis ingår i släktet Catolaccus och familjen puppglanssteklar. Inga underarter finns listade.